# Polish Cup 2021
La Polish Cup 2021, nome ufficiale BNP Paribas Polish Cup per ragioni di sponsorizzazione, è stato un torneo maschile di tennis giocato sulla terra rossa. È stata la 1ª edizione del torneo, facente parte della categoria Challenger 80 nell'ambito dell'ATP Challenger Tour 2021, con un montepremi di 44 820 €. Si è giocato al Legia Tenis & Golf di Varsavia, in Polonia, dal 23 al 29 agosto 2021.

## Partecipanti

### Teste di serie
| Nazionalità          | Giocatore        | Ranking* | Testa di serie |
| -------------------- | ---------------- | -------- | -------------- |
| Germania             | Daniel Altmaier  | 122      | 1              |
| Slovacchia           | Jozef Kovalík    | 125      | 2              |
| Slovacchia           | Lukáš Klein      | 252      | 3              |
| Francia              | Tristan Lamasine | 257      | 4              |
| Croazia              | Duje Ajduković   | 258      | 5              |
| Cile                 | Nicolás Jarry    | 262      | 6              |
| Ucraina              | Vitaliy Sachko   | 263      | 7              |
| Bosnia ed Erzegovina | Mirza Bašić      | 269      | 8              |

* Ranking al 16 agosto 2021.

### Altri partecipanti
I seguenti giocatori hanno ricevuto una wild card per il tabellone principale:
- Leo Borg
- Maks Kaśnikowski
- Szymon Kielan

Il seguente giocatore è entrato in tabellone con il protected ranking:
- Jeroen Vanneste

I seguenti giocatori sono passati dalle qualificazioni:
- Daniel Michalski
- Johan Nikles
- Alexander Shevchenko
- Jan Zieliński

## Punti e montepremi
| Torneo    | Torneo              | V     | F     | SF    | QF    | 2T  | 1T  | Q | Q2  | Q1  |
| Singolare | Punti               | 80    | 48    | 29    | 15    | 7   | 0   | 4 | 1   | 0   |
| Singolare | Premi in denaro (€) | 6 190 | 3 650 | 2 160 | 1 260 | 730 | 450 | – | 225 | 115 |
| Doppio    | Punti               | 80    | 48    | 29    | 15    | –   | 0   | – | –   | –   |
| Doppio    | Premi in denaro (€) | 2 670 | 1 550 | 930   | 550   | –   | 310 | – | –   | –   |

## Campioni

### Singolare
Camilo Ugo Carabelli ha sconfitto in finale  Nino Serdarušić con il punteggio di 6–4, 6–2.

### Doppio
Hans Hach Verdugo /  Miguel Ángel Reyes Varela hanno sconfitto in finale  Vladyslav Manafov /  Piotr Matuszewski con il punteggio di 6–4, 6–4.